# Operatie Guy Fawkes
Operatie Guy Fawkes was een Britse operatie van de Britse 51e (Hoogland) Infanteriedivisie in Nederland op 4/5 november 1944. Na het succes van Operatie Colin bleven er twee Duitse pockets over ten zuiden van de benedenloop van de Maas, in de vorm van een klein bruggenhoofd net ten westen van 's-Hertogenbosch in de sector van het Britse 12e Legerkorps en nog een bij Moerdijk bij het Britse 1e Legerkorps.
De 51e Divisie viel op 4 november 1944 aan over het Afwateringskanaal, terwijl de Britse 7e Pantserdivisie steun gaf op de linkerflank. Profiterend van de overvloedige steun van de artillerie van het korps en de jachtbommenwerpers van de Royal Air Force, ging de operatie de hele nacht door en stuitte op weinig serieuze tegenstand. De genie bouwde snel bruggen over het kanaal, ongeveer op hetzelfde moment dat de Duitsers hun Maasbrug bij Heusden opbliezen, en de volgende middag was de taak van het 12e Legerkorps voltooid.

## Betrokken Geallieerde eenheden

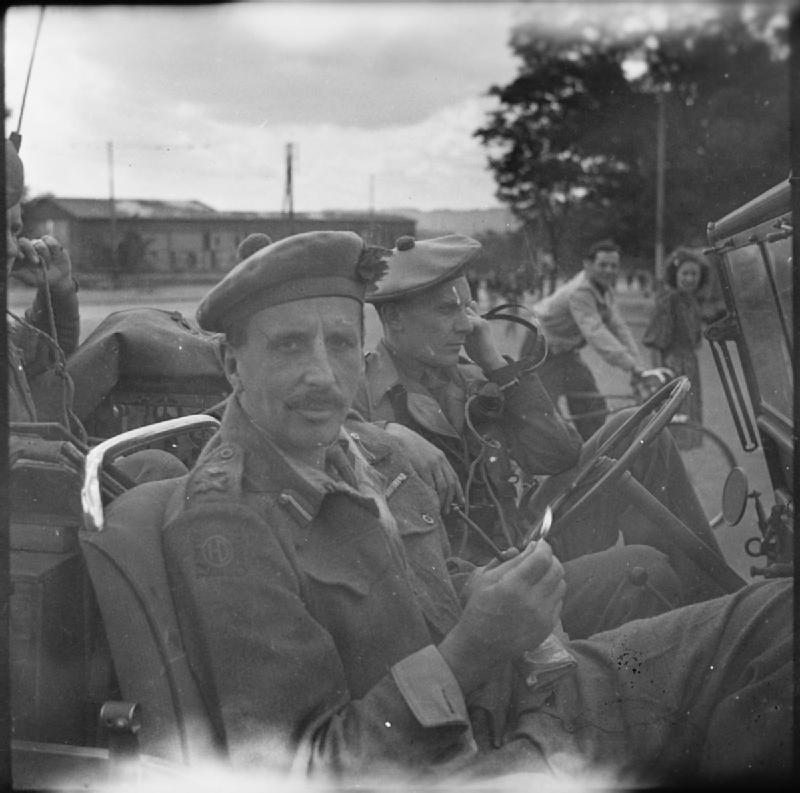
Major-General Rennie

- 12e Legerkorps (Lieutenant general Neil Ritchie)
  - 51e (Hoogland) Infanteriedivisie (Major-General Thomas Gordon Rennie)
    - 152e Infanteriebrigade (Brigadier James Cassels)
      - 2nd Battalion, The Seaforth Highlanders - 5th Battalion, The Seaforth Highlanders - 5th Battalion, The Queen's Own Cameron Highlanders

    - 153e Infanteriebrigade (Brigadier John Roderick Sinclair)
      - 5th Battalion, The Black Watch - 1st Battalion, The Gordon Highlanders - 5/7th Battalion, The Gordon Highlanders

    - 154e Infanteriebrigade (Brigadier James Alexander Oliver)
      - 1st Battalion, The Black Watch - 7th Battalion, The Black Watch - 7th Battalion, The Argyll and Sutherland Highlanders

    - 33e Pantserbrigade (Brigadier Henry Balfour Scott)

  - 7e Pantserdivisie (Major-General Gerald Lloyd Verney)

## Betrokken Duitse eenheden
De Duitse eenheden in het bruggenhoofd waren de achterhoede-eenheden van de 59e Infanteriedivisie onder Generalleutnant Walter Poppe.

## Plan
De aanval zou worden uitgevoerd door twee Infanteriebrigades van de 51e Divisie, optrekkend over het Afwateringskanaal. Links stond opgesteld de 152e Infanteriebrigade, met van links naar rechts de 5 Camerons, 5 SEAF en 2 SEAF. Doelen waren Drunen, Elshout en ten slotte Heusden. Rechts stond opgesteld de 153e Infanteriebrigade, met 5 BW, 1 Gordons en 5/7 Gordons. De doelen waren hier Nieuwkuijk, Haarsteeg, Herpt en Bokhoven. De 7e Pantserdivisie zou aan de westzijde van het bruggenhoofd voornamelijk vuursteun geven met artillerie, mortieren en machinegeweervuur. Aan de oostzijde stond de 154e Infanteriebrigade en deze diende tevens als reserve. Wel zou een compagnie met pantserondersteuning optrekken langs de noordkant van het kanaal van oost naar west.

## Krijgsverloop
Tegen het eind van de middag begon de artillerie met hun inleidende beschietingen. In totaal werden acht Britse artillerieregimenten ingezet plus de divisieartillerie van de 7e Pantserdivisie en 51e Divisie met in totaal 232 stukken geschut. Ook de aanwezige Shermantanks van de 33e Pantserbrigade deden mee. Met name rond Drunen was het artillerievuur heel heftig en er vielen dan ook onder de burgerbevolking 37 dodelijke slachtoffers. Drunen lag volledig in puin. Er was echter  verbazingwekkend weinig Duits tegenvuur van artillerie. Om 16.30 uur beklommen de 16 Crocodile vlammenwerpertanks van het 141st Regiment Royal Armoured Corps (The Buffs) de kanaaldijk. Om 16.35 uur startten de drie bataljons van de 152e Infanteriebrigade met hun aanval. Het 5 Camerons ondervond weinig tegenstand bij de oversteek van het Afwateringskanaal: slechts af en toe viel er een Duitse granaat. Ze maakten hiervoor gebruik van canvas aanvalsboten. Om 17.15 uur volgde de oversteek van de 153e Infanteriebrigade, met 5 BW en 1 Gordons voorop. Het 5 BW had geen slachtoffers, maar 1 Gordons had 15 man verliezen door mortiervuur. Om 18.40 was Nieuwkuijk al bevrijd en had 5 BW al 50 krijgsgevangenen gemaakt. De genie begon meteen met de aanleg van Baileybruggen. In de tussentijd waren versterkingen aangevoerd m.b.v. 11th Royal Tank Regiment, beschikkend over 12 stuks Buffalo Mark IV, maar die bleken toch slecht te werken wegens de steilheid van de kanaaldijken.
Intussen was volgens plan een compagnie van de 7 BW vanaf 19.00 uur langs het kanaal opgerukt vanuit het oosten en had rond 19.35 uur zijn doel bereikt. Zowel 5 BW als 1 Gordons hadden hun doelen bereikt tegen 19.00 uur. Nu rukte de gepantserde groep onder bevel van de 33e Pantserbrigade op door de 7 BW. Deze groep bestond uit een eskadron van het 144th Regiment Royal Armoured Corps, een peloton Churchill AVRE tanks en een peloton van de 2nd Derbyshire Yeomanry. Deze maakten kort daarna contact met de Gordons. Aangezien de Baileybruggen nog niet gereed waren, waren dit de eerste ondersteunende pantservoertuigen. Tegen 21.15 waren de 5/7 Gordons ook over het kanaal, trokken door de 1 Gordons en waren rond 22.45 uur bij Nieuwkuijk. Rond middernacht waren intussen Drunen en Elshout bevrijd. Om 02.40 uur op 5 november was de eerste 9-tons Baileybrug gereed. Vanaf toen ging het vlot. Vlijmen en Haarsteeg vielen in handen van 5/7 Gordons en 5 BW en tegen 06.00 waren twee 9-tons en twee 40-tons Baileybruggen operationeel.
De Duitse Sprengcommando’s begonnen in de nacht van 4 op 5 november alle hoge (potentiële uitkijk)punten in Heusden op te blazen. Met name de katholieke en hervormde kerk waren het doelwit. Rond half drie in de nacht werd ook het stadhuis opgeblazen. Daar schuilden echter zo’n 200 burgers. Door de ontploffing lieten 134 burgers het leven. De Brug bij Heusden over de Bergsche Maas, de belangrijkste toegangspoort tot dit gebied, werd door Duitse Sprengcommando’s om kwart over vier in de ochtend van 5 november opgeblazen.
Het gebied was al zo veilig die ochtend dat de 153e Infanteriebrigade zijn hoofdkwartier al verplaatste naar Haarsteeg. Om 11.30 uur bereikte het 144 Regiment Royal Armoured Corps Bokhoven, dat al vrij van vijanden was. En om 13.15 uur werd een patrouille van 153e Brigade naar Engelen gezonden. Tegen de avond van 5 november verlieten de laatste Duitsers het bruggenhoofd via het pontje bij Herpt, nadat ze nog een stevig achterhoedegevecht hadden geleverd, waarbij een Shermantank door een Panzerfaust was uitgeschakeld. Om 18.00 uur werd het operatiegebied van de 153e Brigade vrij van vijanden verklaard.

## Einde
Met de afsluiting van deze operatie waren de Duitsers in dit gebied geheel over de Maas verdreven. Zo’n 370 Duitse militairen waren krijgsgevangen gemaakt.